# 钱德沛
钱德沛（1952年8月—），男，中国计算机系统结构专家，北京航空航天大学教授、博士生导师，中国计算机学会会士，中国科学院院士。